# غاري بيل (دراج)
غاري بيل (بالإنجليزية: Garry Bell) هو دراج نيوزيلندي، ولد في 11 نوفمبر 1952 في هاميلتون في نيوزيلندا.

## وصلات خارجية
- غاري بيل على موقع أرشيف الدراجات (الإنجليزية)
- غاري بيل على موقع إحصائيات الدراجات الإحترافية (الإنجليزية)
- غاري بيل على موقع اللجنة الأولمبية الدولية (الإنجليزية)
- غاري بيل على موقع أوليمبيديا (الإنجليزية)
- غاري بيل على موقع اللجنة الأولمبية النيوزيلندية (الإنجليزية)